# Clathrina clathrus
Clathrina clathrus é uma espécie de esponja calcária Calcarea pertencente à família Clathrinidae.

## Características
Esta esponja amarela (ocasionalmente branca), até 10 cm de diâmetro, geralmente parece em forma de almofada à distância (seu parente próximo, Clathrina coriacea, normalmente tem aparência mais plana). De perto, pode-se ver que a esponja consiste em uma massa emaranhada de tubos (esses tubos são mais grossos e menos unidos do que em C. coriacea e não há ósculo como o encontrado nessa espécie). Assim como C. coriacea, as espículas são exclusivamente triactinas de três pontas.

## Distribuição
Esta é uma espécie de águas rasas encontrada no Mar Mediterrâneo e nas costas atlânticas da Europa, até ao norte das Ilhas Britânicas.